# Ameriški buldog
Ameriški buldog je pasma psov (Canis lupus familiaris), ki izvira iz ZDA. Ta pasma je najbližja sorodnica izumrle pasme Old English Bulldog. Splošno gledano obstajata dva tipa ameriških buldogov; tip Johnson in tip Scott, ki se imenujeta po dveh vzrediteljih, ki sta najbolj vplivala na razvoj pasme, Johnu D. Johnsonu in Allenu Scottu. Za ta dva tipa se uporabljata tudi imeni Classic in Bully tip ali Standard in Performance tip.

## Opis

### Izgled
Ameriški buldog je čokat pes močne konstitucije z veliko mišično maso in izrazitimi mišičastimi rameni in globokimi ter širokimi prsmi. Dlaka te pasme je kratka in ostra. Barva kožuha je bela ali belo tigrasta, pri čemer so v tigrastem delu dovoljene vse barvne kombinacije. Glava je velika, široka in močno                    nagubana. Tip Johnson je večji in ima krajši gobec kot tip Scott, danes pa sta tipa že precej pomešana in se dopolnjujeta. V povprečju tehta ameriški buldog med 27 in 57 kg, plečna višina pa je v povprečju med 52 in 70 cm. Tip Johnson lahko na prvi pogled podoben bokserju, saj sta si pasmi dokaj podobni.

### Značaj
Ameriški buldog je prijazen in družaben pes, ki se zlahka socializira. Do tujcev, ki ne predstavljajo grožnje je strpen, močno pa se naveže na gospodarja in člane družine, zaradi česar obstaja možnost pretirane zaščitniške agresije. Do otrok je strpen, pri pravilni socializaciji in dresuri pa je strpen tudi do drugih psov. Ob pravilni vzgoji je ameriški buldog odličen družinski pes in dober čuvaj.
Pasma je znana po svoji veliki delovni vnemi in veliki energičnosti, zaradi česar je najprimernejše okolje za to pasmo hiša z velikim vrtom. Ob pravilni socializaciji in vzgoji nima težav z ostalimi hišnimi ljubljenčki, če pa je prepuščen samemu sebi obstaja velika verjetnost agresije do manjših psov in mačk.
Ameriški buldog je primeren za šolanje saj je hitro                    učljiv. Predvsem v ZDA ga uporabljajo kot psa reševalca, urijo in uporabljajo                    pa ga tudi specialne vojaške ter policijske enote (K9).

## Zgodovina

### Zgodovina v Angliji
Zgodovina psov, podobnim mastifom sega v Veliki Britaniji v čase rimske okupacije. S prihodom Normanov na britansko otočje (1066) so iz Evrope tja prišli tudi alaunti. S križanjem mastifov in alauntov je so nastale nove vrste, med katerimi so bili tudi buldogi. Iz ene od podvrst alauntov (za katero obstajajo zapisi o popolnoma belih psih) naj bi s križanjem nastal tudi prednik ameriškega buldoga.
V 17. in 18. stoletju so buldogi postali priljubljeni kmečki psi, ki so jih uporabljali pri lovu, živinoreji in v klavnicah, pa tudi kot čuvaje in za pasje boje. Leta 1835 so v Združenem kraljestvu prepovedali boje psov z biki, zaradi česar se je pasma nekoliko prilagodila novi vlogi družinskega psa. Psi so postali nekoliko manjši, s selekcijo pa so tudi izgubili večino agresivnih lastnosti.

### Zgodovina v ZDA
V ZDA je pasma prišla z naseljenci in je ostala nespremenjena tudi po spremembah, ki jih je doživela v Angliji. Največ teh psov je bilo na ameriškem jugu, kjer so bila velika ruralna področja in je bila pasma z lastnostmi, ki jih je imel prvotni buldog zelo zaželena. Z industrijsko revolucijo in krčenjem ruralnih področij v ZDA je začela pasma počasi izginjati in je do konca druge svetovne vojne skoraj povsem izginila. Pri ohranjanju in ponovnemu vzponu pasme je močno pripomogel vojni veteran John D. Johnson, ki je z Alanom Scottom in nekaj drugimi vzreditelji začel spremljati pasmo in iz nje vzgajati pasmo, ki je kasneje dobila ime ameriški buldog. Kot samostojna pasma je bil nato 1. januarja 1999 ameriški buldog sprejet v register United Kennel Cluba.
Ključnega pomena za preživetje pasme v ZDA je bila prisotnost velike populacije divjih prašičev na jugu ZDA, kjer so buldoge uporabljali za lov na to divjad, saj ti prašiči v naravi niso imeli sovražnika in so postali veliki škodljivci na kmetijskih površinah. Kmetje so zato te pse izkoristili za zatiranje populacije prašičev. Prav tam je Johnson po vojni s svojim očetom našel nekaj psov za nadaljevanje vrste. Scott je sprva pse vzgajal skupaj z Johnsonom, kasneje pa je začel njune pse križati z drugimi ujetimi psi z juga ZDA. Podvrsta, ki jo je tako dobil je dobila ime Standard American Bulldog. Nekoliko kasneje je začel Johnson svoje pse križati s psi s severa ZDA, ki so imeli še vse lastnosti prvotnih buldogov in razvil nekoliko drugačno podvrsto. S tem sta se ustvarili Johnsonova in Scottova linija Ameriških buldogov. Johnson je pasmo prvič predstavil širši javnosti v petdesetih     letih 20. stoletja pod imenom                  American Pit Bulldogs.
Kmalu je ugotovil, da ime javnost te pse zamenjuje s pasmo pit bul terier, zato je leta 1985 ime spremenil v American Bulldog pod katerim je ta pasma znana danes.                  Dežela izvora današnjega ameriškega buldoga je domovina vzreditelja Johnsona, ameriška zvezna država Georgia.

### Pasma v Sloveniji
FCI pasme ameriški buldog ne priznava, zaradi česar ne morejo dobiti FCI rodovnikov. Psi lahko dobijo pogojne rodovnike, ki se izdajajo psom, ki imajo rodovnik, ki ga ni izdala FCI. V Sloveniji kinološka zveza Slovenije izdaja pogojne rodovnike pasmam, ki izpolnjujejo pogoje za vpis v rodovno knjigo, za ameriške buldoge pa v Sloveniji še ni urejen vpis vanjo, zaradi česar ti psi ne morejo dobiti niti pogojnega rodovnika.

### Novejša zgodovina
Ameriškemu buldogu ne grozi več izumrtje, v ZDA celo postaja vse bolj priljubljena pasma. Tudi drugod po svetu je pasma priljubljena in jo veliko uporabljajo na kmetijskem področju kot lovske pse za lov na divje prašiče. Priljubljeni so tudi kot službeni in ovčarski psi. Pogosto to pasmo mešajo s pasmo leopardji pes Catahoula. Tako dobljena pasma se imenuje Catahoula buldog, zanjo pa je značilna še večja energičnost in vzdržljivost. Ameriške buldoge dreserji pogosto prijavljajo na tekmovanja v vlečenju bremen in podobne vzdržjivostne discipline.

## Zdravje
Ob pravilni vzgoji, dobremu oskrbovanju in veliki fizični aktivnosti lahko ti psi živijo med 10 in 14 let. Pojavljajo se nekatere degenerativne bolezni, ki pa niso prisotne pri vrsti kot celoti. Ameriški buldogi so sicer nagnjeni k povečanju srca, okvaram ledvic, displaziji kolkov in komolcev, kostnemu raku ter še nekaterim drugim boleznim.

## Registri
American Bulldog Specific
- American Bulldog Association
- American Bulldog Registry & Archives

Več pasemski registri, ki priznavajo pasmo ameriški buldog
- Animal Research Foundation
- National Kennel Club
- United Kennel Club